# Wehrturm

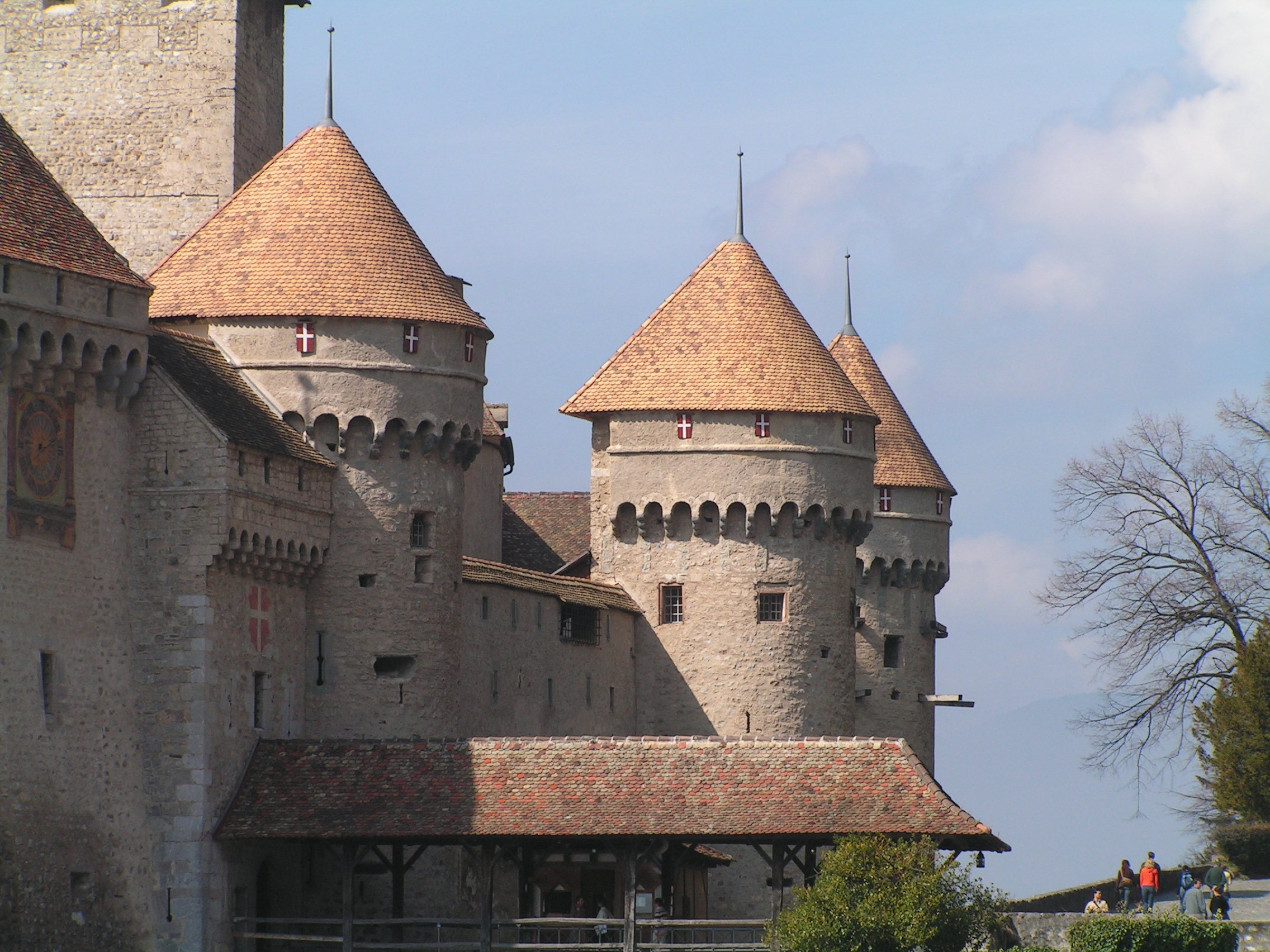
Wehrtürme im Gefüge einer Burg (Schloss Chillon, Schweiz) (Foto: 2005)

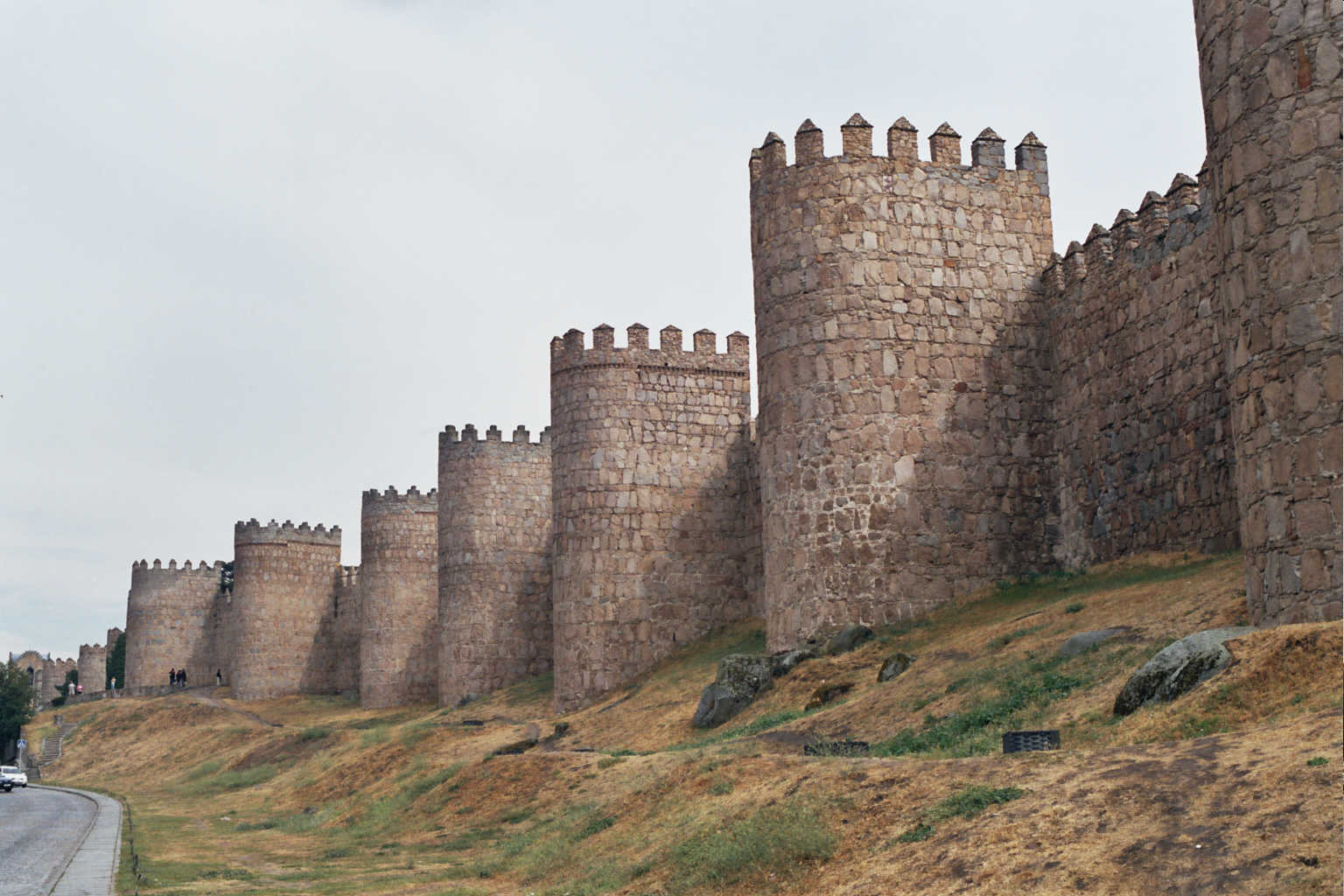
Mit Wehrtürmen verstärkte Stadtmauer (Ávila, Spanien) (Foto: 2002)

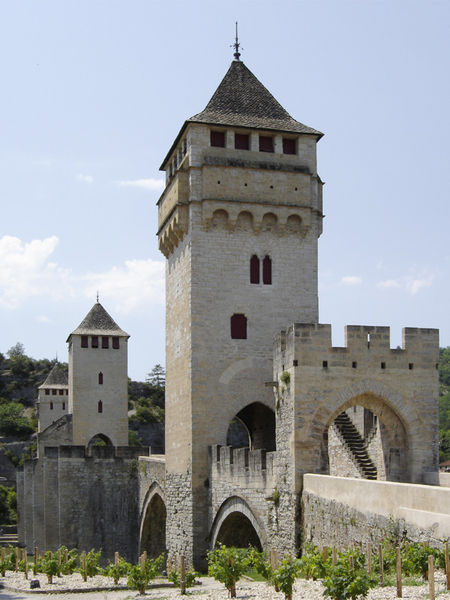
Wehrtürme zum Schutz einer Brücke (Pont Valentré in Cahors, Frankreich) (Foto: 2005)

Ein Wehrturm ist eine historische Wehranlage, die – eingegliedert in umfangreichere Befestigungsanlagen oder auch alleinstehend – in erster Linie zur Verteidigung errichtet wurde. Wehrtürme dienten dem Schutz von Siedlungen, Burgen und strategisch wichtigen Punkten wie z. B. Brücken. Darüber hinaus fungierten sie u. a. auch als Warte oder Herrschaftssymbol.

## Beschreibung
In der Antike und im Mittelalter boten Wehrtürme durch ihre Erhöhung über das umliegende Gelände einen wesentlichen Verteidigungsvorteil. Wurfgeschosse erhielten durch die Höhe eine größere Durchschlagskraft und auch die zeitgenössischen Fernwaffen wie Bogen oder Armbrust konnten von erhöhter Position aus wirkungsvoller eingesetzt werden. Um den Einsatz dieser Waffen zu ermöglichen, schließen Wehrtürme mit einer offenen oder überdachten Wehrplattform ab, die von einer Brustwehr umgeben und oft auch mit Zinnen ausgestattet ist. In den darunterliegenden Stockwerken kann der Turm zusätzlich Schießscharten enthalten.
Die Mehrzahl der mittelalterlichen Wehrtürme war in eine größere Befestigungsanlage integriert, beispielsweise in eine Stadtmauer oder in den Baukomplex einer Burg. Frühmittelalterliche Türme waren oft in Holzbauweise errichtet, ab dem Hochmittelalter wurde bei größeren Anlagen der Steinbau zur Regel. Steinerne Wehrtürme konnten eine Ringmauer verstärken. Als besonders stabil gegen den Einsatz von Belagerungsgerät erwiesen sich runde (oder halbrunde) Türme.
Wehrtürme kamen auch als einzeln stehende Baukörper vor; oft übernahmen sie dabei die Funktion eines vorgelagerten Wachpostens (Wartturm) oder einer Kontrollstation (ein Beispiel hierfür ist der als Zollwachturm dienende Binger Mäuseturm aus dem 14. Jahrhundert). In ländlichen und dünn besiedelten Gegenden konnten sie die Rolle einer kleinen Fliehburg einnehmen. Bisweilen wurden auch befestigte Kirchtürme als Zufluchtsstätten für die ansässigen Bewohner in Notfällen benutzt (vgl. Wehrkirche).
Insbesondere allein stehende Wehrtürme wurden, wie andere mittelalterliche Befestigungen auch, wenn möglich an schwer zugänglichen Stellen errichtet, die leicht zu verteidigen waren.

## Unterarten

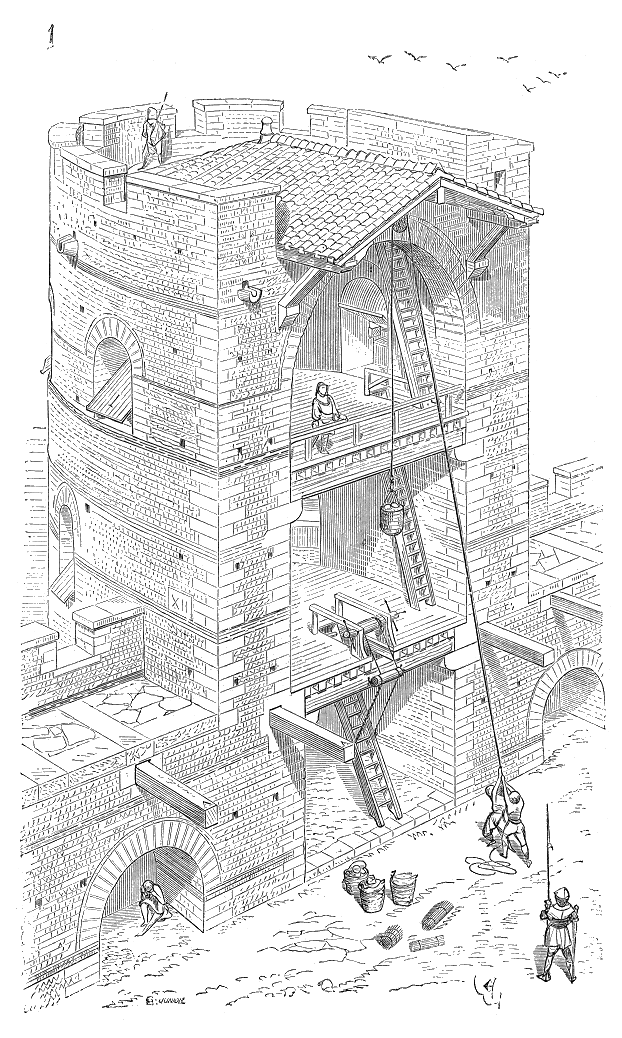
Ein Schalenturm ist auf der Rückseite zum Innern der Verteidigungsanlage hin geöffnet

- Mauerturm: Oberbegriff für Türme, die mit einer Wehrmauer verbunden sind. Während beispielsweise bei den staufischen Burgen die rechteckigen Mauertürme zur Vorderseite mit der Mauer bündig abschließen und diese überragen, springen spätere Mauertürme aus der Mauerflucht hervor (Flankierungsturm) und können dann auch die gleiche Höhe wie die Mauer besitzen.
- Flankierungsturm (auch Flankenturm): Ein Mauerturm, der auf der Feldseite hervorspringt, wodurch die zwischenliegenden Mauerabschnitte (Kurtinen) von den Turmflanken aus mittels Fernwaffen seitlich bestrichen werden können. Dieses Grundprinzip wurde im neuzeitlichen Festungsbau schließlich zur Bastion weiterentwickelt. Flankierungstürme können auch gleich hoch mit der Mauer sein, so dass Wehrgänge und Wehrplattformen der Türme auf einer durchgängigen Ebene miteinander verbunden sind.
- Schalenturm (auch Schanzturm oder Halbturm): Ein auf der Rückseite offener Turm in einem äußeren Mauerring. Schalentürme finden sich beispielsweise in Zwingermauern oder in einem vorgelagerten Teil einer Abschnittsburg. Die offene Rückseite verhindert, dass eingedrungene Angreifer im Turm Deckung finden. Von den höher gelegenen inneren Wehranlagen können so die Verteidiger die Eindringlinge unter Beschuss nehmen.
- Scharwachtturm (auch Échaugette): Ein kleiner Turm, der in der Bauweise eines Erkers über eine Mauer hervorkragt. Scharwachttürme wurden im Spätmittelalter bei Wehrbauten auf den oberen Abschluss einer Mauerecke aufgesetzt (auch bei Turmabschlüssen von größeren Wehrtürmen) und dienten als Schützenstände oder Beobachtungsposten.
- Batterieturm: Ein in der frühen Neuzeit entwickelter Typus eines runden oder halbrunden Turms, der mit Geschützscharten ausgestattet ist und im Innern die Aufstellung von zahlreichen Geschützen in mehreren Ebenen ermöglicht.